# リザナ・ナシカ
リザナ・ナシカ（Rizana Nafeek、タミル語:றிஷானா நபீக்、1988年2月4日 - 2013年1月9日）は、スリランカのタミル人のメイドで、サウジアラビアの死刑囚。サウジアラビアにおける不平等な裁判が国際問題となった。

## 経歴
スリランカの貧しい家庭の次女で両親と兄と二人の妹との6人家族で暮らしていた。斡旋業者の紹介を受けてサウジアラビアへ出稼ぎに出る。彼女はスリランカからサウジアラビアに出稼ぎに来てメイドの仕事をしていた。2005年5月に乳児の世話をしていたところ、ミルクを気管に詰まらせ、死亡させた事件が発生した。彼女がサウジアラビアに入国して2週間後のことであった。
この事件についてサウジアラビア司法当局は過失致死ではなく、殺人罪として死刑判決を出した。この事件はスリランカとサウジアラビアの間で外交問題に発展し、アジア人権委員会 (Asian Human Rights Commission,(AHRC)) などの人権団体からも激しい非難を受けた。
スリランカ政府とアジア人権委員会の支援を受けて弁護人が付いての裁判が行われた。15万サウジ・リヤルの裁判費用はアジア人権委員会が負担した。2年近い裁判の末、控訴期限直前の2007年7月に執行停止の判決が出された。控訴審での再審理を訴えたが再審理は行われず、執行停止ではあるが死刑判決が覆されないまま、拘留され続けた。
2013年1月9日、サウジアラビアの内務省は、ナシカに対して斬首刑が執行されたと発表した。24歳没。

## 裁判での争点
事件の詳細については2009年1月4日に弁護士のモハメド・ラッソル・ディーンによって書かれた報告書がアラブニュースに掲載された。

### 殺人か、過失致死か
サウジアラビアの法律には殺人と過失致死を明確に分離する規定が存在せず、重大な過失によって死亡させた場合は殺人として扱われている。

### 年齢の問題
この事件では彼女の年齢が何歳であるかが問題になった。スリランカ政府発行のパスポートによれば、事件当時22歳（1983年生まれ）となっているが、実際には17歳だったと主張されている。裁判にスリランカ政府は彼女が1988年2月4日生まれであるとする証明書を提出した。
出生国のスリランカには「18歳未満の海外への出稼ぎ労働を禁止」した法律があり、入国先のサウジアラビアには「21歳未満の女性の入国には、保護者となる男性を同伴させなければならない」とする法律があるため、この2つの制限を通過しようと年齢を5歳多く詐称していたと考えられる。サウジアラビア政府は児童の権利条約に加盟しているため、18歳未満への死刑の適用を法的に禁止する義務があるはずだが、法律上に死刑を適用できる年齢の下限がない。条約違反問題について司法当局は「パスポートの記載どおり、事件当時は22歳であった」とみなし、裁判を執行した。

### ディヤット制度と恩赦委員会
サウジアラビアには犠牲者の遺族が示談に応じた場合に罪が減免されるディヤット制度があるため、これを利用して死刑を回避しようと支援団体が示談金を用意した。
ナジズ皇太子が委員長を務める恩赦委員会という組織があり、この委員会がディヤットの適用を認めると死刑が懲役刑に減刑される。しかし、遺族が強硬な態度で拒否したために適用されなかった。

### 他に指摘されている問題
タミル人である彼女はタミル語とわずかなアラビア語しか話せなかったため、タミル語の通訳がついたがアラビア語への翻訳が不適切であったと指摘されている。また、ヒンドゥー教徒のためシャリーア(イスラム法)によるカーディ裁判ではズィンミー(異教徒)として低い扱いを受けた。
日本での報道は英語ニュースの翻訳であり、欧米のニュースはアジア人権委員会の発表の転記という又聞き報道が行われた。これはサウジアラビアで外国マスメディアの取材が厳しく制限されているためでもある。アジア人権委員会からの報道が途絶えるとサウジアラビアとスリランカのタミル語地域以外でニュースに出ることがなくなり、実質的に見捨てられた状態となった。

## 政治問題
この問題は、サウジアラビア内部の政治対立問題にも影響を与えた。死刑を主張するナジズ王子と人権擁護を主張するボゲニュシュ王子の間で政治的な争いになり、サウジアラビアの宗教警察に相等する勧善懲悪委員会や宗教指導者を巻き込んだ論争に発展したが、死刑推進派が勝利したため、大規模な権力闘争にまでは発展しなかった。